# Cáñar
Cáñar és un municipi andalús situat en la part nord-oest de la Alpujarra (província de Granada).
Limita amb els municipis de Soportújar, Carataunas, Órgiva i Lanjarón. Gran part del seu terme municipal pertany al Parc nacional de Sierra Nevada.